# 平賀亀祐

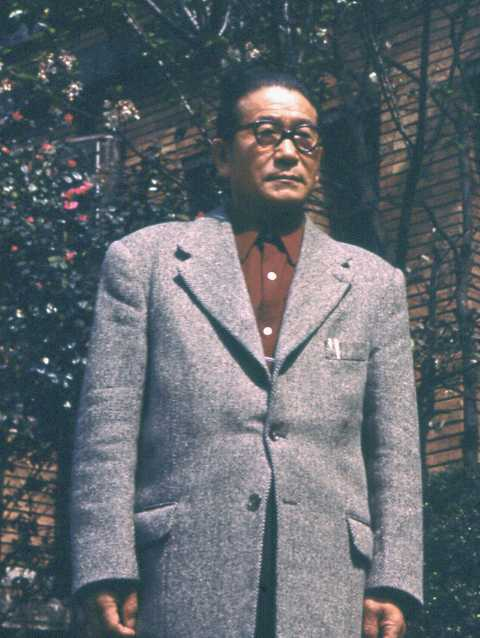
平賀 亀祐

平賀 亀祐 （ひらが かめすけ、1889年9月25日 - 1971年11月4日）は日本生まれで、フランスで活躍した画家である。

## 略歴
三重県志摩郡片田村（現・志摩市志摩町片田）に、漁師の平賀利三郎の一人息子に生まれた。絵を描くことと西洋絵画への興味から、漁師を継がず、1906年3月、16歳の時、神戸港から外国船でサンフランシスコに渡った。父親からもらった300円を手にアメリカにわたり、1955年まで日本に戻ることはなかった。1906年4月、米国移民となり、時計宝石店の見習いや、サンペドロで漁師として働いて学資を稼ぎ、1909年からサンフランシスコ美術学校で、ページズ（Jules Eugene Pages）に学んだ。1915年に学校の展覧会で大賞を得て卒業した。同じ年のサンフランシスコ万国博覧会で日本館の装飾の仕事を行ない、アメリカ国内やハワイなどの各地の日本大使館の内装の仕事を依頼されるようになった。1925年にパリに渡り、私立学校のアカデミー・ジュリアンに入学し、リュシアン・シモンやジャン＝ポール・ローランスに学んだ。
1926年に国民美術協会展に入選し、1927年からサロン・ドートンヌや国民美術協会展に出展し、1930年12月にCharpentier Galleryで開かれた個展で成功を収めた。1934年に国民美術協会展で銅賞を受賞、4年後銀賞を受賞した。1954年にコロー賞と日本人初の金賞を受賞した。長いフランス滞在により、アンドレ・ドラン、ジョルジュ・ブラック、パブロ・ピカソ、アメデオ・モディリアーニ、藤田嗣治といった美術家と友人となった。1955年に日本に50年ぶりに帰国した。1971年にパリで没した。
1954年にレジオンドヌール勲章を受勲し、1961年に日本政府から勲三等瑞宝章、紺綬褒章を受勲した。没後に勲三等旭日中綬章を追贈された。1972年、片田稲荷神社に記念碑が建てられた。三重県志摩市大王町に平賀亀祐記念館がつくられている。